# فيرنون إم. ديفيس
فيرنون إم. ديفيس (بالإنجليزية: Vernon M. Davis)‏ هو قاضي ومحامي أمريكي، ولد في 29 يناير 1855 في نيويورك في الولايات المتحدة، وتوفي في 17 أبريل 1931 في مانهاتن في الولايات المتحدة بسبب ذات الرئة.